# Stenocorus testaceus
Stenocorus testaceus là một loài bọ cánh cứng trong họ Cerambycidae.